# Kenan Çoban
Kenan Çoban, född 22 januari 1975 i Elâzığ, är en turkisk skådespelare som är känd från den turkiska tv-serien Kurtlar Vadisi: Terör , där hans rollperson heter Abdulhey.

## Filmografi i urval
- 2007 – Kurtlar Vadisi: Terör (TV-serie)
- 2015 – Eskiya Dünyaya Hükümdar Olmaz (TV-serie)